# Monique Henderson
Monique Henderson (San Diego, 18 februari 1983) is een Amerikaanse atlete, die sinds eind jaren negentig successen boekt op de 400 m. Op de Olympische Spelen van 2004 werd zij als lid van het Amerikaanse estafetteteam met haar teamgenotes olympisch kampioene op de 4 x 400 m. In 2010 moest ze haar olympische medaille echter weer inleveren, toen een teamgenote opbiechtte indertijd doping te hebben gebruikt.
In 2013 kreeg zij ook haar gouden medaille uit 2004, na een gezamenlijk besluit van het IOC en de IAAF, weer terug.

## Loopbaan
Henderson studeerde aan de Morse High School in San Diego. Tijdens haar studie deed ze ook aan veldlopen. In 1999 behaalde ze haar eerste grote internationale overwinning op de wereldkampioenschappen voor B-junioren in het Poolse Bydgoszcz. Zij werd daar met een tijd van 52,28 s wereldkampioene op de 400 m.
Een jaar later, zeventien jaar oud, vestigde zij met een tijd van 50,74 op deze afstand een Amerikaans jeugd- en High Schoolrecord. Ze werd achtste op de Amerikaanse olympische selectiewedstrijden en werd op de 4 x 400 m estafette verkozen tot reserveloopster voor het Amerikaanse olympische team.
In 2002 was Monique Henderson op de wereldkampioenschappen voor junioren in Kingston (Jamaica) op de 400 m in 51,10 opnieuw de beste. Ze versloeg hierbij haar landgenote Sanya Richards en de Jamaicaanse Sheryl Morgan. Bovendien voegde zij er als lid van het Amerikaanse team op de 4 x 400 m estafette een tweede gouden medaille aan haar verzameling toe. Met haar teamgenotes Christina Hardeman, Tiffany Ross en Lashinda Demus liep ze een Amerikaans jeugdrecord van 3.29,95.
Op de Olympische Spelen van 2004 in Athene werd Monique Henderson olympisch kampioene op de 4 x 400 m estafette in een tijd van 3.19,01, tezamen met DeeDee Trotter, Sanya Richards en Monique Hennagan. Minder succes op dit nummer had zij een jaar later op de wereldkampioenschappen in Helsinki, waar haar team in de kwalificatieronde werd gediskwalificeerd. In 2006 kwam ze met haar teamgenotes DeeDee Trotter, Moushaumi Robinson en Lashinda Demus tot 3.20,69 op de IAAF wereldbekerwedstrijd in Athene. Het team werd hiermee tweede, achter het Bahamaanse en voor het Russische team.
In 2010 gaf Crystal Cox, lid van het Amerikaanse olympische estafetteteam tijdens de kwalificatie voor de Spelen van 2004, toe anabole steroïden te hebben gebruikt. Als gevolg daarvan werd met terugwerkende kracht het Amerikaanse team gediskwalificeerd en schoven de medailles door. Op 31 mei 2013 werd deze diskwalificatie echter teruggedraaid. Op die dag besloten het IOC en de IAAF namelijk gezamenlijk, dat het Amerikaanse estafetteteam de in Athene veroverde gouden medaille toch mocht houden. Ploeggenote Crystal Cox, die haar medaille na haar bekentenis in 2010 had moeten inleveren, kreeg hem echter niet terug.
Elk jaar wordt er een Monique Henderson Award uitgereikt aan de beste Amerikaanse junioratleet.

## Titels
- Olympisch kampioene 4 x 400 m - 2004
- NCAA-kampioene 400 m - 2004
- Wereldkampioene junioren 400 m - 2002
- Wereldkampioene B-junioren 400 m - 1999

## Persoonlijke records
Outdoor
| Onderdeel | Prestatie | Datum         | Plaats    |
| --------- | --------- | ------------- | --------- |
| 100 m     | 11,34 s   | 16 april 2005 | Tempe     |
| 200 m     | 22,71 s   | 1 mei 2004    | Westhoofd |
| 400 m     | 49,96 s   | 25 juni 2005  | Carson    |

Indoor
| Onderdeel | Prestatie | Datum            | Plaats       |
| --------- | --------- | ---------------- | ------------ |
| 200 m     | 23,49 s   | 21 februari 2003 | Nampa        |
| 400 m     | 52,38 s   | 10 februari 2006 | Fayetteville |

## Palmares

### 400 m
- 1999:  WK B-junioren - 52,28 s
- 2002:  WK U20 - 51,10 s
- 2004:  NACAC kamp. - 51,67 s
- 2005: 7e WK - 51,77 s
- 2006: 7e Wereldatletiekfinale - 51,30 s

### 4 x 400 m
- 2002:  WK U20 - 3.29,95
- 2004:  OS - 3.19,01
- 2005:  Wereldbeker - 3.20,69

1972: Käsling, Kühne, Seidler, Zehrt ·
1976: Maletzki, Rohde, Streidt, Brehmer ·
1980: Prorotsjenko, Gojsjtsjik, Zjoeskova, Nazarova ·
1984: Leatherwood, Howard, Brisco-Hooks, Cheeseborough ·
1988: Ledovskaja, Nazarova, Pinigina, Bryzgina ·
1992: Roezina, Dzjigalova, Nazarova, Bryzgina ·
1996: Stevens, Malone, Graham, Miles ·
2000: Miles Clark, Hennagan, Colander, Anderson ·
2004: Trotter, Henderson, Richards, Hennagan ·
2008: Wineberg, Felix, Henderson, Richards ·
2012: Trotter, Felix, McCorory, Richards-Ross ·
2016: Okolo, Hastings, Francis, Felix ·
2020: McLaughlin, Felix, Muhammad, Mu ·
2024: Little, McLaughlin-Levrone, Thomas, Holmes